# Vivienne Goodman
Vivienne Goodman (* 1961 in Christchurch) ist eine neuseeländische Illustratorin.

## Leben
Vivienne Goodman studierte Kunst in South Australia. Als Illustratorin arbeitet sie häufig für den dort ansässigen Verlag Omnibus Books. Sie illustriert Kinderbücher, gestaltet Buchcover und Briefmarken. Ihr künstlerischer Stil wird als surreal, aber fotorealistisch beschrieben. Leuchtende Gesichter stellt sie vor lebhaften Landschaften dar. Ihre Bilder motivieren den Betrachter dazu, nach Bezügen zu Orten, Objekten und anderen Erzählungen zu suchen.
Zu  Goodmans bekanntesten Arbeiten gehört die Bebilderung des Kinderbuches Guess what? von Mem Fox, welches aufgrund seiner positiven Bewertung der Hexerei Aufmerksamkeit erregte. Weiterhin illustrierte sie unter anderem Margaret Wilds Bilderbuch Tanglewood über einen auf einer einsamen Insel lebenden Baum, das 2013 mit dem Wilderness Society Environment Award for Children's Literature und bei den CBCA Book of the Year Awards als „Notable Book“ ausgezeichnet wurde.

## Illustrationen (Auswahl)
- Robin Klein: Oodoolay. Era Publications, Flinders Park 1983, ISBN 0-908507-25-9.
- Mem Fox: Guess what? Omnibus Books, Norwood 1988, ISBN 0-949641-27-8.
Mem Fox: Was meinst du? Übersetzung Susanne Parlmeyer. Lappan, Oldenburg 1991, ISBN 3-89082-100-6.
- Penny Matthews: Bizarre: Ten Wonderfully Weird Stories. Omnibus Books/Puffin, Norwood 1989, ISBN 0-14-034280-X.
- Jenny Wagner: Message from Avalon. Jam Roll Press, Nundah 1990, ISBN 1-875491-00-7.
- Ruth Park: Things in Corners. Puffin Books, Ringwood 1990, ISBN 0-14-032713-4.
- Gillian Rubinstein: At Ardilla. Omnibus Books, Norwood 1991, ISBN 1-86291-062-6.
- Sherryl Jordan: Tanith. Omnibus Books, Norwood 1994, ISBN 1-86291-202-5.
- Victor Kelleher: Where the Whales Sing. Viking, Ringwood 1994, ISBN 0-670-83208-1.
- John Marsden: Burning for Revenge. Houghton Mifflin, Boston 2000, ISBN 0-395-96054-1.
- Andrew Lansdown: The Red Dragon.  Omnibus Books, Gosford 2006, ISBN 1-86291-676-4.
- Margaret Wild: Tanglewood. Omnibus Books, Parkside 2012, ISBN 978-1-86291-570-1.